# 史努比 The Peanuts Movie
《史努比 The Peanuts Movie》（英語：The Peanuts Movie，在部分國家記作）是一部2015年美國電腦動畫喜劇片，改編自查爾斯·舒茲的《花生漫畫》。為藍天工作室製作、二十世紀福斯發行。導演為史蒂芬·馬蒂諾。這部電影是紀念漫畫65週年，由漫畫原著劇情和好幾段原創劇情串連起來而成，2015年11月6日在美國上映。

## 劇情
在冬天，查理·布朗和他的朋友們像平時一樣愉快地生活，因為下雪，大家一起玩冰上曲棍球，遲遲起床的查理·布朗卻自己一個人放風箏，但跟平時一樣失敗了，然後他和史諾比一起練習棒球，發現有人搬家到他家對面的屋子，他和大家一起跑去看，看見了一個美麗的紅髮女孩。
接著查理·布朗和朋友們去上學，奈勒斯給查理布朗看他的與曼弗雷德·馮·里希特霍芬（紅男爵）同款的模型飛機。查理布朗讓飛機飛出了窗外。然後老師說紅髮女孩和他們同一班，查理布朗的心跳得飛快，接著老師說他們要考試。但是查理布朗因為只顧著想紅髮女孩，弄得只剩下一分鐘完成試卷。他匆忙地和派伯敏特·佩蒂一起交卷，後來因為兩人都忘記寫名字而搶著考卷補簽名。隨後他對紅髮女孩自我介紹但太緊張，所以他跑到學校的醫療室，並和旁邊的小朋友說他暗戀紅髮女孩。
放學後，他到露絲的心理諮詢小攤，向她找求追求女孩的方法。露西送給他一本《成為贏家的十個方法》。查理布朗回到家後，偷偷看著紅髮女孩。然後他的妹妹莎莉察覺到了這件事。史諾比提議查理·布朗去紅髮女孩的家和她談天，但還是因為不夠勇敢而失敗。然後史諾比想到了一個關於從曼弗雷德·馮·里希特霍芬手上拯救愛人的故事。
然後他從他的妹妹聽見學校會有才藝表演。於是他努力練習魔術，到才藝表演時，同學們都對他的出現覺得驚訝，然後因為他的妹妹表演得不好，查理·布朗決定幫助她，但都因為這樣而上了校園報。他想紅髮女孩應該知道他是誰了。回家後，派伯敏特·佩蒂打電話跟他說她想他為幾星期後的冬季舞會造杯子蛋糕。晚上，查理·布朗看見紅髮女孩喜歡跳舞，又想起冬季舞會，他要求史諾比教她跳舞，過一會兒後他學懂了怎樣跳舞，並幻想他和紅髮女孩跳舞的情境。冬季舞會，查理布朗又不小心又搞砸了，所以無法和紅髮女孩跳舞。
查理布朗在上課時看不見紅髮女孩，他的好友奈勒斯跟他說她因為她的奶奶生病了，要到下週一才回來。然後在二人一組的閱讀報告中，查理布朗抽籤和紅髮女孩一組。
接著考試成續公佈，查理·布朗獲得了一百分，成為該學校第一名拿到一百分的學生。一時成為學校的知名人物。露西不敢相信此事，要求重新評分。然後查理布朗發覺閱讀報告下週一就要交了，跑去圖書館找瑪思，問她哪一本是最偉大的小說，瑪西跟他說托爾斯泰的《戰爭與和平》可以幫助他，然後查理·布朗回到家，發現有很多人來找他玩，他拒絕了，他日日夜夜地看書，不管是在洗澡時，於是他兩天就看完了。他寫不出1000字的閱讀報告，但他看見從紅髮女孩裡撿到的筆，決定奮發圖強，努力寫出報告。
週一早上，查理布朗看見紅髮女孩回來了，他看見妹妹製作了很多關於他的物品，準備賣給其他的同學。早會，同學和老師們因為查理布朗的優異表現給了他一個星章，並把試卷給他。但查理布朗發現試卷不是他的，於是誠實地和大眾道歉，說其實是派伯敏特·佩蒂的，他們彼此在交卷補簽名時把彼此的名字簽到對方的考卷了，之後一個人失落的離去。休息時，奈勒斯來安慰他，說還有閱讀報告的機會，查理布朗把閱讀報告給奈勒斯看，查理布朗說他現在已經忘記怎麼寫出來的，內容一個字都不記得了。奈勒斯看過後覺得寫得很好，紅髮女孩一定也會覺得很棒，就在奈勒斯把報告還給查理布朗的時候，突然一陣風吹來把報告吹了上天，並被那架模型飛機碾碎了。查理布朗對此感到傷心，過程被一旁的紅髮女孩瞧見了，紅髮女孩聽到奈勒斯說查理布朗自願跟她一組，並且幫她一起完成了閱讀報告，但查理布朗望著報告碎片，傷心的跑離現場。
時間轉至學期的最後一天，班上要選出暑期筆友。紅髮女孩自願跟查理布朗成為筆友。查理布朗覺得很納悶，但是就馬上打鐘放學，大家都離開了。後來他鼓起勇氣去紅髮女孩家想問她為什麼選他當筆友時，紅髮女孩媽媽說紅髮女孩要去夏令營，但校車還沒開。查理布朗因為所有事情都跟他作對而放棄，但他成功的讓一隻風箏升空並且飛過人們，他順著風箏往校車跑去，其他人看見他，也因為他成功地放風箏覺得很驚訝。他成功趕到，問紅髮女孩為什麼選他（一個沒用鬼）做筆友，她說她看見的查理布朗是一個風趣、有愛心、勇敢的一個人。查理布朗把紅髮女孩的筆歸還給她，紅髮女孩說她會寄信給她，查理布朗愉快地告別紅髮女孩。大家也高興的拋起查理布朗。
然後，露西和查理·布朗像平時一樣，露西扶住美式足球讓查理·布朗踢。露西說因為他一個「風趣、有愛心、勇敢」的人，這次一定不會再將球抽走。最後她還是把球抽走，她笑著說雖然你是個「風趣、有愛心、勇敢」的人沒錯，但也是一個好騙的人。一如以往地，露西又再一次對查理布朗成功地開了玩笑，但在查理布朗心中，他知道他因為紅髮女孩而有了不如以往地溫暖與開懷。

## 配音员
| 配音                   | 配音                                             | 配音                                                    | 配音     | 角色                                                                          |
| 美國                   | 台灣                                             | 香港                                                    | 中国大陆 | 角色                                                                          |
| ---------------------- | ------------------------------------------------ | ------------------------------------------------------- | -------- | ----------------------------------------------------------------------------- |
| 諾亞·史納皮            | 沈昶宏                                           | 梁綽軒                                                  | 陶典     | 查理·布朗（Charlie Brown）                                                    |
| 艾利克斯·加芬          | 鈕書毅                                           | 鄭夏堯                                                  | 王燕华   | 奈勒斯·潘貝魯特（Linus）                                                      |
| 諾亞·喬森頓            |                                                  |                                                         | 张琦     | 謝勒德（Schroeder）                                                           |
| 比爾·門勒德茲          | 使用原音                                         | 使用原音                                                | 使用原音 | 史努比與糊塗塌客（Snoopy and Woodstock）                                      |
| 海德莉·貝爾·米勒       | 黃繶帆                                           | 黃芓喬                                                  | 洪海天   | 露西（Lucy）                                                                  |
| 米卡·雷維利            |                                                  |                                                         | 雷艳     | 小孩（Little Kid）                                                            |
| 薇娜絲·奧美加·史普維斯 | 屈丞貽                                           | 甘泳瑤                                                  | 骆妍倩   | 派伯敏特·佩蒂（Peppermint Patty）                                             |
| 瑪麗兒·雪特斯          | 于卉喬                                           | 梁綺庭                                                  | 陈奕雯   | 莎莉（Sally）                                                                 |
| 梅蒂森·西普曼          | 屈卉妍                                           |                                                         |          | 范蕾特（Violet）                                                              |
| AJ·提斯                | 王帷亦                                           |                                                         | 吴迪     | 乒乓（Pig-Pen）                                                               |
| 馬利克·華特            | 駱炫銘                                           | 練學霖                                                  | 黄莺     | 富蘭克林（Franklin）                                                          |
| 威廉“艾利”·溫許        |                                                  |                                                         | 雷艳     | 雪米（Shermy）                                                                |
| 特洛伊·安德魯斯        |                                                  |                                                         |          | 老师與小紅髮女孩的媽媽（Miss Othmar and The Little Red-Haired Girl's Mother） |
| 蕾貝卡·布魯莫          | 王昀安                                           | 蘇欣桐                                                  | 卢晓彤   | 瑪西（Marcie）                                                                |
| 安泰西亞·布雷迪奇那    | 黄于庭                                           |                                                         | 杨鸥     | 佩蒂（Patty）                                                                 |
| 弗蘭西絲卡·卡帕迪      | 謝語恩                                           | 張耕夢                                                  | 詹佳     | 小紅髮女孩（Little Red-Haired Girl）                                          |
| 弗蘭西絲卡·卡帕迪      |                                                  |                                                         | 詹佳     | 傅麗達（Frieda）                                                              |
| 克莉絲汀·錢諾維斯      | 使用原音                                         | 使用原音                                                | 使用原音 | 菲菲（Fifi）                                                                  |
|                        | 孫少宇 陳穎容 陳穎崴 劉欣睿 劉宸均 秦詠晴 劉芷亘 | 黃健恆 李慧德 劉世邦 陳頌銘 李念恩 李舒穎 陳識名 黃健寧 |          |                                                                               |

## 發行
電影原定於2015年11月25日在美國上映，後來提前至2015年11月6日。在英國及澳洲，本片名為。2015年11月1日，本片在紐約舉行首映會，隨後在美國多達3,897間戲院上映.。這部電影是紀念漫畫65週年和影視作品《查理布朗的聖誕節》50週年。

## 音樂
| Standard edition | Standard edition                                     | Standard edition | Standard edition    | Standard edition |
| 曲序             | 曲目                                                 | 词曲 | Artist(s)           | 时长             |
| ---------------- | ---------------------------------------------------- | --- | ------------------- | ---------------- |
| 1.               | Linus and Lucy                                       | Vince Guaraldi | Vince Guaraldi Trio | 3:04             |
| 2.               | Better When I'm Dancin'                              | Meghan Trainor, Thaddeus Dixon | Meghan Trainor      | 2:56             |
| 3.               | That's What I Like（featuring Fitz）                 | Jamie Sanderson, Breyan Isaac, Miles Beard, Vincent Venditto, Teemi Brunila, Tramar Dillard, Thomas Troelsen, Jimmy Marinos, Mike Skill, Wally Palamarchuck, Frederick Hibbert | Flo Rida            | 3:15             |
| 4.               | Skating                                              | Guaraldi | Vince Guaraldi Trio | 2:23             |
| 5.               | Christmas Time Is Here                               | Guaraldi, Lee Mendelson | Vince Guaraldi Trio | 2:45             |
| 6.               | Snow Day                                             | Christophe Beck | Christophe Beck     | 2:26             |
| 7.               | Fifi's Theme                                         | Beck | Christophe Beck     | 1:13             |
| 8.               | Charlie Brown in Love                                | Beck | Christophe Beck     | 1:38             |
| 9.               | Wingwalking                                          | Beck | Christophe Beck     | 2:18             |
| 10.              | The Library                                          | Beck | Christophe Beck     | 1:10             |
| 11.              | The Assembly                                         | Beck | Christophe Beck     | 2:20             |
| 12.              | Curse You Red Baron                                  | Beck | Christophe Beck     | 3:30             |
| 13.              | Winter Becomes Spring                                | Beck | Christophe Beck     | 2:01             |
| 14.              | Never Give Up                                        | Beck | Christophe Beck     | 3:50             |
| 15.              | Carnival Panic/Linus and Lucy                        | Beck, Guaraldi | Christophe Beck     | 2:17             |
| 16.              | Pen Pal Partners                                     | Beck | Christophe Beck     | 1:23             |
| 17.              | Good Ol' Charlie Brown                               | Beck, Guaraldi | Christophe Beck     | 1:03             |
| 18.              | Skating                                              | Guaraldi | Christophe Beck     | 2:39             |
| 19.              | Christmas Time is Here/Christmas is Coming（Medley） | Guaraldi | Christophe Beck     | 2:53             |
| 20.              | Linus and Lucy                                       | Guaraldi | Christophe Beck     | 2:14             |
| 总时长：         | 总时长：                                             | 总时长： | 总时长：            | 47:18            |

## 迴響

### 專業評價
爛番茄新鮮度87%，基於192條評論，平均分為7.06/10，而在Metacritic上得到67分，IMDB上得7.2分，大獲好評。

### 獲獎
| 獲獎                   | 獲獎           | 獲獎                   | 獲獎                     | 獲獎 | 獲獎          |
| 獎項                   | 頒獎日期       | 類別                   | 獲獎者                   |      | 來源          |
| ---------------------- | -------------- | ---------------------- | ------------------------ | ---- | ------------- |
| 非裔美人影評協會       | 2015年12月20日 | 最佳動畫長片           |                          | 獲獎 | [ 8 ]         |
| 安妮獎                 | 2016年2月6日   | 最佳動畫長片           |                          | 提名 | [ 9 ]         |
| 安妮獎                 | 2016年2月6日   | 最佳動畫角色設定       | BJ Crawford              | 提名 | [ 9 ]         |
| 安妮獎                 | 2016年2月6日   | 最佳動畫導演           | Steve Martino            | 提名 | [ 9 ]         |
| 安妮獎                 | 2016年2月6日   | 最佳動畫配音           | Alex Garfin              | 提名 | [ 9 ]         |
| 安妮獎                 | 2016年2月6日   | 最佳動畫配音           | Hadley Belle Miller      | 提名 | [ 9 ]         |
| 奧斯汀影評人協會獎     | 2015年12月29日 | 最佳動畫長片           |                          | 提名 | [ 10 ]        |
| 黑捲軸獎               | 2016年2月18日  | 傑出配音               | Marleik "Mar Mar" Walker | 提名 | [ 11 ]        |
| 評論家選擇獎           | 2016年1月15日  | 最佳動畫長片           |                          | 提名 | [ 12 ]        |
| 芝加哥影評人協會       | 2015年12月16日 | 最佳動畫               |                          | 提名 | [ 13 ] [ 14 ] |
| 金球獎                 | 2016年1月10日  | 最佳動畫長片           |                          | 提名 | [ 15 ]        |
| 休斯頓影評人協會       | 2016年1月9日   | 最佳動畫               | 史努比 The Peanuts Movie | 提名 | [ 16 ]        |
| 在線影評人協會獎       | 2015年12月14日 | 最佳動畫片             |                          | 提名 | [ 17 ]        |
| 聖地牙哥影評人協會獎   | 2015年12月14日 | 最佳動畫電影           |                          | 提名 | [ 18 ] [ 19 ] |
| 舊金山影評人協會獎     | 2015年12月13日 | 最佳動畫片             |                          | 提名 | [ 20 ]        |
| 衛星獎                 | 2016年2月21日  | 最佳動畫與混合媒體影片 |                          | 提名 | [ 21 ]        |
| 聖路易斯影評人協會獎   | 2015年12月20日 | 最佳動畫片             |                          | 提名 | [ 22 ]        |
| 華盛頓特區影評人協會獎 | 2015年12月7日  | 最佳動畫片             |                          | 提名 | [ 23 ]        |

## 可能的續集
雖然電影獲得了成功，二十世紀福斯也有興趣製作續集，但是二十世紀福斯只有製作一部花生漫畫電影的版權。查爾斯·舒茲的遺孀珍（Jean Forsyth Clyde）表示續集並非迫在眉睫：「這一部歷時八年，也許我們會再談談吧。」

## 外部連結
- 互联网电影数据库（IMDb）上《史努比 The Peanuts Movie》的资料（英文）
- 爛番茄上《史努比 The Peanuts Movie》的資料（英文）
- Box Office Mojo上《史努比 The Peanuts Movie》的資料（英文）
- AllMovie上《史努比 The Peanuts Movie》的资料（英文）
- Metacritic上《史努比 The Peanuts Movie》的資料（英文）
- 開眼電影網上《史努比 The Peanuts Movie》的資料（繁體中文）
- 时光网上《史努比 The Peanuts Movie》的資料（简体中文）
- 豆瓣电影上《史努比 The Peanuts Movie》的資料 （简体中文）